# 伐楼尼
伐楼尼或伐楼拿尼是印度神话中水神伐楼拿的妻子，司酒与陶醉的女神。她是金剛亥母的一个神秘相。她的名字含义为「天堂的花蜜」，她代表著不死的提純花蜜（甘露），亦是「求取超越宇宙的知识的仲介人」。饮下由她提鍊的酒，新信徒就能作好冥想的准备。